# Mistrató (ort)
Mistrató är en ort i Colombia.   Den ligger i departementet Risaralda, i den centrala delen av landet, 210 km väster om huvudstaden Bogotá. Mistrató ligger 1 606 meter över havet och antalet invånare är 6 263.
Terrängen runt Mistrató är kuperad åt nordost, men åt sydväst är den bergig. Runt Mistrató är det ganska tätbefolkat, med 239 invånare per kvadratkilometer. Närmaste större samhälle är Anserma, 11,0 km öster om Mistrató. Omgivningarna runt Mistrató är en mosaik av jordbruksmark och naturlig växtlighet.